# Постійні представники Республіки Білорусь при Організації Об'єднаних Націй
Постійний представник Республіки Білорусь при Організації Об'єднаних Націй — офіційна посадова особа, яка представляє Республіку Білорусь в усіх органах Організації Об'єднаних Націй. Постпред має ранг Надзвичайного і повноважного посла.
З 2017 року посаду займає Рибаков Валентин Борисович.

## Історія
Засновниками ООН виступила 51 держава, в тому числі Білоруська РСР, яка внесла конструктивний внесок в розробку Статуту ООН і підписала його 25 червня 1945 на установчій конференції в Сан-Франциско.
Глава білоруської делегації міністр закордонних справ БРСР Кузьма Венедиктович Кісельов був затверджений на конференції в Сан-Франциско доповідачем комісії, що займалася питаннями Генеральної Асамблеї. Внаслідок цього питання складу Генеральної Асамблеї і процедури її роботи вирішувалися при безпосередній участі представників Білорусі, як, втім, і інші питання, що стосувалися структури ООН і методів її діяльності.
30 серпня 1945 року білоруський парламент ратифікував Статут ООН.
До 1958 року Білорусь, яка була однією з республік Радянського Союзу, була представлена в ООН дипломатичними працівниками, які входили до складу Постійного представництва СРСР в Нью-Йорку.
28 березня 1958 року Рада Міністрів БРСР ухвалила постанову про заснування при ООН Постійного представництва Білорусі, яке стало першою білоруською закордонною установою. Як головні завдання на Постійне представництво було покладено захист національних інтересів, забезпечення безперервного зв'язку уряду з Секретаріатом ООН, основними органами ООН та участь в роботі міжурядових органів, розташованих в штаб-квартирі в Нью-Йорку.
Представництво БРСР при ООН розпочало свою роботу у вересні 1958 року. Постійний представник Феодосій Грязнов вручив свої повноваження Генеральному секретарю ООН 17 вересня. Початок роботи Представництва збігся з відкриттям XIII сесії Генеральної Асамблеї ООН. Першочерговими завданнями були організація представництва і активна участь у роботі сесії. Перший час Ф. М. Грязнов і перший секретар А. Е. Гуринович працювали удвох, у жовтні прибув другий секретар А. Р. Ситников і водій І. В. Горожанцев. На кінець 1959 року штат Постійного представництва БРСР при ООН у Нью-Йорку складався з 8 осіб: Е. Ф. Беглова — технічний секретар; І. В. Суєтін — водій; В. Горожанцева — прибиральниця; Т. Суєтін — чергова.
Після безуспішних спроб оренди будівлі у американців білоруські дипломати пішли на тимчасову оренду частини будівлі Представництва ЧССР. Відповідно до досягнутих домовленостей плата за оренду становила 25 тис. дол. США на рік, проте за перший рік була зроблена знижка в 5 тис. дол. в зв'язку з ремонтом своїми засобами. Відпущені представництву за кошторисом кошти були отримані тільки в листопаді 1958 року. Робота представництва здійснювалася за планом, затвердженим міністром закордонних справ БРСР у період його перебування в Нью-Йорку на XIII сесії Генеральної Асамблеї ООН.

## Постійні представники Республіки Білорусь при ООН
1. Грязнов Феодосій Миколайович (біл. Гразноў Феадосій Мікалаевіч) (1958—1961)[1]
2. Астапенко Павло Євменович (біл. Астапенка Павел Яўменавіч) (1961—1964)[2]
3. Чернущенко Геродот Гаврилович (біл. Чарнушчанка Герадот Гаўрылавіч) (1964—1967)[3]
4. Смірнов Віталій Степанович (біл. Смірноў Віталь Сцяпанавіч) (1967—1974)[4]
5. Чернущенко Геродот Гаврилович (біл. Чарнушчанка Герадот Гаўрылавіч) (1974—1977)[3]
6. Долгучиц Леонід Олександрович (біл. Далгучыц Леанід Александровіч) (1977—1980)[5]
7. Шельдов Анатолій Микитович (біл. Шэльдаў Анатоль Мікітавіч) (1980—1986)[6].
8. Максимов Лев Йосипович (біл. Максімаў Леў Іосіфавіч) (1986—1990)[7]
9. Буравкін Геннадій Миколайович (біл. Бураўкін Генадзь Мікалаевіч) (1990—1994)[8]
10. Сичов Олександр Миколайович (біл. Сычоў Аляксандр Мікалаевіч) (1994—2000)[9]
11. Лінг Сергій Степанович (біл. Лінг Сяргей Сцяпанавіч) (2000—2002)[10]
12. Дапкюнас Андрій Вадимович (біл. Дапкюнас Андрэй Вадзімавіч) (2004—2017)[11]
13. Рибаков Валентин Борисович (біл. Рыбакоў Валянцін Барысавіч) (з 2017)[12]